# Justyna czyli nieszczęścia cnoty
Justyna, czyli nieszczęścia cnoty (fr. Justine ou les Malheurs de la Vertu) – powieść Markiza de Sade'a, wydana po raz pierwszy w 1791 roku. W Polsce publikowana także pod tytułem Niedole cnoty.

## Wersje utworu
Utwór ten narodził się w 1787 roku jako opowiadanie pod tytułem Nieszczęścia cnoty (fr. Les Infortunes de la vertu). Opowiadanie to nie zostało opublikowane za życia autora i ukazało się w pierwotnym kształcie dopiero w 1930 roku. W 1790 roku autor zaczął przerabiać swoje opowiadanie na powieść. W 1791 roku opublikował ją pod tytułem Justyna, czyli nieszczęścia cnoty – jest to najbardziej znana wersja tej książki i najlepsza pod względem artystycznym. Jednak autor nie był z niej do końca zadowolony i od 1794 roku rozpoczął pracę nad kolejną, jeszcze bardziej poszerzoną wersją powieści, która ukazała się 1797 roku pod tytułem: Nowa Justyna (fr. La Nouvelle Justine ou les malheurs de la vertu) w czterech tomach. 
Jedynie wersja z 1791 roku była publikowana w Polsce pod tytułem Justyna, czyli nieszczęścia cnoty albo Niedole cnoty.
Kontynuacją tego dzieła była wydana w 1797 Julietta – powodzenie występku, która opowiada historię życia Julietty, nikczemnej siostry Justyny.

## Treść
Akcja powieści toczy się w drugiej połowie XVIII wieku. Treścią jest historia życia dwóch sióstr. Ich matka umiera nieoczekiwanie, pozostawiając obie bez środków do życia. Julietta jest cyniczna i bezwzględna, a Justyna cicha i moralnie wrażliwa. Obie panny los rozdziela na kilkanaście lat. Julietta dzięki złym cechom swojego charakteru stała się osobą zamożną i wpływową, majątek zdobywa dzięki rozpuście oraz zbrodniom. W 1788 roku obie siostry spotykają się ponownie, jednak nie rozpoznają się od razu. Justyna opowiada o swoim życiu, które było pasmem cierpień i upokorzeń. Starała się żyć zgodnie z nakazami sumienia, jednak na swojej drodze spotykała całą galerię rozmaitych łotrów, zboczeńców, oszustów i zbrodniarzy. Ludzie ci starali się ją przekonać, że uczciwość i cnota w realnym świecie nie mają racji bytu, bohaterka zaś zdecydowanie się im przeciwstawiała. Jednak kolejne wydarzenia potwierdzały prawdziwość ich słów, a Justyna, przez swoją dobroć, wpadała w coraz większe tarapaty. Wykorzystywana, gwałcona i pozbawiana godności trafiła na samo dno.